# Svatovítský tropář
Svatovítský tropář, či svatovítské troparium, je středověký notovaný rukopis - tropář z konce 12. století, který byl zakoupen pro pražskou kapitulu v roce 1235.

## Popis
Rukopis obsahuje verše k ofertoriím pro celý církevní rok, zpěvy mešního ordinaria s tropy (latinskými poetickými vsuvkami) i bez tropů a lekce. Některé zpěvy byly doplněny později, již ve svatovítském skriptoriu.